# Franklin (cráter)

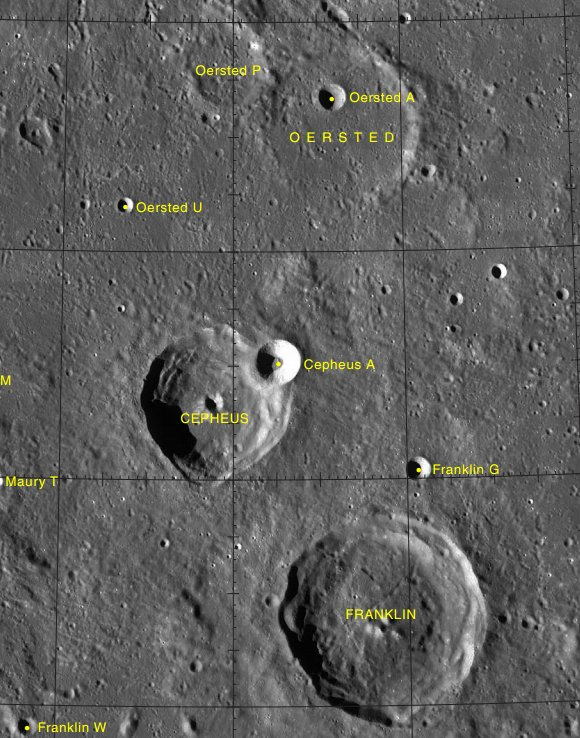
Imagen del cráter Franklin

Franklin es un cráter de impacto que se encuentra en la parte noreste de la cara visible de la Luna; que lleva el nombre de Benjamin Franklin. Hacia el norte-noroeste aparece el cráter de menor tamaño Cepheus, y en la dirección opuesta al sudoeste se halla el cráter poco profundo Berzelius.
|  |

El borde de Franklin es generalmente circular, con un par de protuberancias externas en el muro occidental. La pared interior está aterrazada, y presenta un pico central en el punto medio de la planta. Una estrecha hendidura se extiende hacia el oeste-suroeste a través del fondo del cráter, pasando al norte del pico central.

## Cráteres satélite
Por convención estos elementos son identificados en los mapas lunares poniendo la letra en el lado del punto medio del cráter que está más cerca de Franklin.
|          | \| Franklin \| Coordenadas \| Diámetro \| \| -------- \| ---------------------------- \| -------- \| \| C \| 35°42′N 44°18′E / 35.7, 44.3 \| 15 km \| \| F \| 37°30′N 47°42′E / 37.5, 47.7 \| 38 km \| \| G \| 40°06′N 48°06′E / 40.1, 48.1 \| 7 km \| \| H \| 37°06′N 43°42′E / 37.1, 43.7 \| 6 km \| \| K \| 39°06′N 51°24′E / 39.1, 51.4 \| 20 km \| \| W \| 37°48′N 43°42′E / 37.8, 43.7 \| 6 km \| |          |
| Franklin | Coordenadas | Diámetro |
| C        | 35°42′N 44°18′E / 35.7, 44.3 | 15 km    |
| F        | 37°30′N 47°42′E / 37.5, 47.7 | 38 km    |
| G        | 40°06′N 48°06′E / 40.1, 48.1 | 7 km     |
| H        | 37°06′N 43°42′E / 37.1, 43.7 | 6 km     |
| K        | 39°06′N 51°24′E / 39.1, 51.4 | 20 km    |
| W        | 37°48′N 43°42′E / 37.8, 43.7 | 6 km     |